# Anthem (gruppo musicale)
Anthem  ( アンセム ?,  Ansemu) è una  band giapponese che si è formata durante primi anni 1980 a Tokyo. Sono tra i pochi gruppi heavy metal fondati in Giappone in questo periodo e sono considerati uno dei più influenti e di successo, accanto Loudness e Earthshaker Fest.

## Storia

### Primi anni (1980-1985)
Gli Anthem si sono formati a Tokyo nel corso del 1980 come quartetto, composto dal cantante Toshihito Maeda, Akifumi Koyanagi alla chitarra, il bassista Naoto Shibata (noto anche come "sci") e dall batterista Takamasa Ohuchi. Koyanagi lascia la band alla fine del 1983 per essere sostituito da Hiroya Fukada. Nel dicembre 1984, il cantante Toshihito Maeda ha lasciato e gli Anthem lo rimpiazzano con Eizo Sakamoto per il loro album di debutto omonimo, pubblicato nel luglio 1985 dalla Nexus e concesso in licenza in Europa attraverso la Roadrunner Records.

### Il successo (1985-1992)
La loro prima registrazione in studio presenta canzoni classiche come "Anthem Wild" e "Action Warning". L'album successivo,  Tightrope presenta un suono più melodico con un miglioramento delle prestazioni vocali da Sakamoto.Bound to Break sarà l'ultimo album con Eizo Sakamoto; la sua performance vocale in questo album raggiunge livelli addirittura superiori. L'album era pieno di classici della band ("Empty Eyes", "Bound to Break", "Soldiers") e ha introdotto la band al produttore di fama mondiale, Chris Tsangarides (noto per la produzione dell'album dei Judas Priest Painkiller. Con la partenza di Sakamoto nel 1988, Shibata reclutato Yukio Morikawa come cantante della band. Con Morikawa la band registra l'album Modi Gypsy, considerato l'album più popolare della band. Voce Morikawa ha portato la band ad un grande successo in quel periodo: il suo approccio vocale era simile nello stile, estensione vocale e la capacità di Graham Bonnet. Nel 1989, l'album Hunting Time è stato pubblicato e la canzone "The Juggler" dalla quale è stato tratto un PV. All'inizio degli anni '90, gli Anthem affrontano un'altra partenza, questa volta Hiroya Fukuda (chitarra) fu sostituito da Nakama Hideaki 'Shadow Walker' che ha registrato l'album Smoke Withouth Fire, questa volta senza il produttore di base della band Chris Tsangarides. Hideaki Nakama lascia la band dopo la registrazione di un solo album e la ricerca di un nuovo chitarrista ricomincia.

### Scioglimento (1992-2000)
Dopo molte audizioni, il giovane Akio Shimizu si unì alla band per sostituire Nakama. Nel 1992, la band pubblicòDomestic Booty, uno dei loro migliori album, con canzoni incredibilmente tecniche. Purtroppo,  con l'esplosione del grunge negli Stati Uniti e il movimento Visual kei in Giappone, Shibata ha deciso di porre fine della band. 

### Reunion (2000-oggi)
Dopo la lunga pausa di ben otto anni, gli Anthem tornano nel 2000 con l'album Heavy Metal Anthem, che ha visto come cantante Graham Bonnet (ex cantante dei Rainbow e degli Alcatrazz). L'album è interamente composto da brani classici della band riarrangiati con testi in inglese. La formazione di questo album era: Graham Bonnet (voce), Naoto Shibata (basso), Akio Shimizu (chitarra) e Takamasa Oouchi (batteria).
Più tardi, Hirotsugu Homma (che aveva suonato brevemente con Shibata nei Loudness) sostituisce alla batteria Takamasa Oouchi ed Eizo Sakamoto ritorna alla voce. Nel 2001 hanno pubblicato l'album Seven Hills, che mostra una direzione musicale completamente nuova per la band, pur rimanendo saldamente radicata nell'heavy metal degli anni '80. Nel 2002 è stato pubblicato Overload. Segue nel 2003 l'album Eternal Warrior. Nel 2005 hanno celebrato il loro ventesimo anniversario con un tour speciale, dove tutti i membri della band dal 1985 hanno suonato le canzoni della band nelle loro rispettive formazioni. Nello spettacolo finale di questo tour è stato girato il DVD 20th Anniversary Tour (al Kawazaki City Club).
Nel 2006 gli Anthem hanno pubblicato Immortal, seguito dal singolo e dal PV di "Bind Immortal". L'uscita più recente ha visto gli Anthem spingere ancora di più nello stile con sfumature Power Metal con l'album del 2008 Black Empire. Un PV di Heat of the Night è stato pubblicato poco dopo. Araldica, il loro ultimo album, è stato pubblicato nel 2011.

### Formazione attuale
- Eizo Sakamoto- Voce
- Akio Shimizu - Chitarra
- Naoto Shibata - Basso
- Hirotsugu Homma- Batteria

### Former members
- Yoshitaka Mikuni- Tastiere
- Don Airey - tastiere
- Takamasa Ohuchi - Batteria
- Kazumasa Saitoh - Chitarra
- Hiroya Fukuda - Chitarra
- Yukio Morikawa - Voce
- Toshihito Maeda - Voce
- Graham Bonnet - Voce
- Akifumi Koyanagi - Chitarra

## Discografia

### Studio albums
- 1985 - Anthem
- 1985 - Ready to Ride
- 1986 - Tightrope
- 1987 - Bound to Break
- 1988 - Gypsy Ways
- 1989 - Hunting Time
- 1990 - No Smoke Without Fire
- 1992 - Domestic Booty
- 2000 - Heavy Metal Anthem
- 2001 - Seven Hills
- 2002 - Overload
- 2004 - Eternal Warrior
- 2006 - Immortal
- 2008 - Black Empire
- 2011 - Heraldic Device

### Singoli
- 1986 - "Xanadu"
- 2000 - "Gypsy Ways (Win, Lose or Draw)"
- 2001 - "Grieve of Heart"
- 2002 - "The Voices"
- 2004 - "Onslaught"
- 2006 - "Immortal Bind"
- 2008 - "Heat of the Night"

### Live albums
- 1987 - The Show Carries On!
- 1992 - Last Anthem
- 2003 - Live' Melt Down
- 2005 - The Show Carries On! - Complete Version
- 2005 - Prologue Live Boxx

### Compilation
- 1990 - Best 1981-1990
- 1992 - Best II 1981-1992
- 1998 - The Very Best of Anthem
- 2001 - Anthem Ways
- 2005 - Official Bootleg (CD-Version)
- 2005 - Official Bootleg (Boxed set)
- 2007 - Core - Best of Anthem 2000-2007

### Video/DVD
- 1987 - The Show Carries On
- 2001 - Back Then
- 2003 - Live' Melt Down: The Show Still Carries On
- 2005 - Anthem 20th Anniversary Tour 2005
- 2009 - Live Immortal